# Присліпська сільська рада (Міжгірський район)
| Присліпська сільська рада — колишній орган місцевого самоврядування у Міжгірському районі Закарпатської області з адміністративним центром у с. Присліп. Сільській раді підпорядковані населені пункти: - с. Присліп - с. Завийка - с. Тітківці |

## Склад ради
Рада складається з 16 депутатів та голови.

## Керівний склад сільської ради
| ПІБ                        | Основні відомості                                                                                     | Дата обрання | Дата звільнення |
| -------------------------- | --- | ------------ | --------------- |
| Галай Олексій Федорович    | Сільський голова, 1958 року народження, освіта, член Соціал-демократичної партії України (об'єднаної) | 26.03.2006   | 31.10.2010      |
| Болехан Михайло Михайлович | Сільський голова, 1971 року народження, освіта вища, безпартійний                                     | 31.10.2010   |                 |

Примітка: таблиця складена за даними джерела

## Населення
Згідно з переписом УРСР 1989 року чисельність наявного населення сільської ради становила 1307 осіб, з яких 631 чоловік та 676 жінок.
За переписом населення України 2001 року в сільській раді мешкало 1235 осіб.

### Мова
Розподіл населення за рідною мовою за даними перепису 2001 року:
| Мова       | Відсоток |
| ---------- | -------- |
| українська | 99,68 %  |
| російська  | 0,32 %   |